# زرکالی
زرکالی (به لاتین: Zerkaly) یک منطقهٔ مسکونی در روسیه است که در سرزمین آلتای واقع شده‌است.